# Чарлс Кертис
Чарлс Кертис (енгл. Charles Curtis; Топика, 25. јануар 1860 — Вашингтон, 8. фебруар 1936) је био амерички политичар. Био је на положају члана Представничког дома, дуго година је служио као сенатор из Канзаса, и као 31. потпредседник Сједињених Држава (у периоду од 1929. до 1933). Био је прва особа са значајним признатим америчким староседелачким пореклом, и прва особа са значајним признатим неевропским пореклом која је била на једном од два највиша положаја у извршној грани власти Сједињених Држава. Са мајчине стране је пореклом био три четвртине Амерички староседелац. Порекло је водио из племена Канза, Осаге и Потаватоми. Кертис је током детињства живео са бабом и дедом са мајчине стране у Канза резервату.
По занимању је био правник и рано је ушао у политику. На изборима 1928. кандидат Републиканске странке за председника је био Херберт Хувер, а кандидат за потпредседника је био Чарлс Кертис. Остварили су убедљиву победу. Поново су се кандидовали 1932, али је јавност сматрала да Хувер није успео да ублажи Велику депресију, и поражени су од стране Френклина Д. Рузвелта и Џона Нанса Гарнера.